# رخداد ایرستان
رُخداد اِیرستان (به انگلیسی: Airstan incident) یک رخداد بین‌المللی بود که روسیه و طالبان افغانستان در سال‌های ۱۹۹۵ و ۱۹۹۶، درگیر آن بودند.
در تاریخ ۳ اوت ۱۹۹۵، هواپیماهای نظامی تحت کنترل طالبان یک هواپیمای ترابری ایرستان (اوستیا) از نوع ایلیوشین ایل-۷۶ را که هفت تبعه روسی در آن بودند، رهگیری و آن را مجبور به فرود در فرودگاه بین‌المللی قندهار تحت اشغال طالبان کردند. این افراد تا پیش از فرار، به‌مدت بیش از یک سال در زندان طالبان بودند. آن‌ها پس از غلبه بر اسیرکننده‌های خود، هواپیمای خود را دوباره در اختیار گرفته و آن را به سوی آزادی پرواز دادند.

## در رسانه‌ها
- در سال ۲۰۰۱ این افراد کتابی در مورد مصائب خود به نام فرار از قندهار منتشر کردند.[۱]
- قندهار (۲۰۱۰) یک فیلم روسی به کارگردانی آندره کاون، دربارهٔ روس‌ها و فرار آن‌ها.[۲]
- در بخش‌هایی از کتاب Man Hunt Operation (شابک ‎۹۷۸-۱-۷۸۷۴۷-۵۴۵-۸ به این رویداد پرداخته شده‌است.

## وضعیت فعلی هواپیما
تا نوامبر ۲۰۱۹، هواپیمای ایلیوشین ایل-۷۶ درگیر در این رویداد، با شناسهٔ دُم RA-76842، همچنان فعال و در حال خدمت است و توسط اویاکون زیتوترانس اداره می‌شود.